# Tauriers
Tauriers ist eine französische Gemeinde im Département Ardèche in der Region Auvergne-Rhône-Alpes mit 203 Einwohnern (Stand 1. Januar 2022). Sie gehört zum Kommunalverband Val de Ligne. Zwischen dem 1. Dezember 1974 und dem 31. Dezember 1988 war Tauriers ein Teil der Gemeinde Largentière.
Die katholischen Einwohner von Tauriers gehören zur römisch-katholischen Pfarrei Saint Joseph au Pays de Ligne des Bistums Viviers.

## Geografie
Tauriers liegt in Südfrankreich im Zentralmassiv am Rand des Regionalen Naturparks Monts d’Ardèche, 110 Kilometer nordöstlich von Montpellier, 1,4 Kilometer nordwestlich von Largentière, dem Sitz der Unterpräfektur des Arrondissements, auf einer mittleren Höhe von 361 Metern über dem Meeresspiegel. Die Mairie steht auf einer Höhe von 413 Metern. Nachbargemeinden von Tauriers sind Joannas im Nordwesten, Rocher im Nordosten, Chassiers im Osten und Sanilhac im Südwesten. Das Gemeindegebiet hat eine Fläche von 451 Hektar, die Ligne verläuft an seiner östlichen Grenze.
Die Gemeinde ist einer Klimazone des Typs Cfb (nach Köppen und Geiger) zugeordnet: Warmgemäßigtes Regenklima (C), vollfeucht (f), wärmster Monat unter 22 °C, mindestens vier Monate über 10 °C (b). Es herrscht Seeklima mit gemäßigtem Sommer.

## Bevölkerungsentwicklung
| Einwohner                  | 77 | 73 | 90 | 156 | 166 | 176 | 179 | 177 | 181 | 188 |
| Quellen: Cassini und INSEE |    |    |    |     |     |     |     |     |     |     |

## Wirtschaft und Infrastruktur
Im Jahr 2009 waren 22,7 Prozent der Erwerbstätigen in der Gemeinde beschäftigt, die anderen waren Pendler. 8,8 Prozent der Arbeitnehmer waren arbeitslos.
Auf dem Gemeindegebiet gelten kontrollierte Herkunftsbezeichnungen (AOC) für Picodon und Edelkastanien (Châtaigne d’Ardèche) sowie geschützte geographische Angaben (IGP) für Wurst (Saucisson de l’Ardèche), Schinken (Jambon de l’Ardèche) und Weine der Bezeichnungen Ardèche, Comtés Rhodaniens und Méditerranée.

## Persönlichkeiten
Werner Reinisch (* 1930) ist zurzeit der älteste und längst lebende aktive deutsche Maler in Frankreich. Er lebt und wirkt in Tauriers.